# Piranheira
Die Piranheiras (Piranhea)  sind eine Gattung tropischer Bäume aus der Familie der Picrodendraceae, die in Südamerika beheimatet ist.

## Merkmale
Piranheiras sind diözische Bäume mit wechselständigen, drei-, selten fünflappigen Blättern. Die unauffälligen, kronblattlosen Blüten stehen in blattachselständigen Blütenständen. Die Früchte sind dreisamige Spaltfrüchte.

## Verbreitung
Die Arten der Gattung kommen von Mexiko bis  ins brasilianische Amazonasgebiet in tropischen Regenwäldern, vor allem in Überschwemmungsgebieten und entlang von Flussufern vor.

## Ökologie
Die Früchte von Piranheira-Bäumen werden, ebenso wie Schmetterlingsraupen, die die Bäume teilweise massiv befallen, beim Herunterfallen in Flüsse von zahlreichen Fischen gefressen, darunter verschiedene Salmler-Arten. Die guten Fischfangmöglichkeiten in der Nähe dieser Bäume hat ihnen ihren Namen eingebracht, der etwa Piranha-Baum bedeutet.

## Arten
Es gibt nur vier Arten:
- Piranhea longipedunculata Jabl.: Die Heimat ist Venezuela und das nördliche Brasilien.[4]
- Piranhea mexicana (Standl.) Radcl.-Sm.: Die Heimat ist das westliche Mexiko.[4]
- Piranhea securinega Radcl.-Sm. & J.A.Ratter: Die Heimat sind die Bundesstaaten Bahia, Goiás und Minas Gerais von Brasilien.[4]
- Piranhea trifoliata Baill.: Mit zwei Varietäten. Die Heimat ist Guayana, Venezuela und Brasilien.[4]